# Thysanolaena latifolia
Tribu
Genre
Espèce
Thysanolaena latifolia (bambou à balais, herbe tigre, ou herbe à balais) est une espèce de plantes monocotylédones de la famille des Poaceae, sous-famille des Panicoideae, originaire d'Asie tropicale.
C'est la seule espèce rattachée au genre Thysanolaena (genre monotypique), unique genre de la tribu des Thysanolaeneae.
Ses inflorescences en panicules sont récoltées dans plusieurs pays d'Asie pour produire des balais.
ÉtymologieLe nom générique « Thysanolaena » dérive des racines grecques thysanos (θυσάνος), « frange », et laina (λαΐνα),  « cape », en référence aux bractées frangées (lemmes) de l'inflorescence.
L'épithète spécifique « latifolia » dérive du latin et signifie « à feuilles larges ».

## Description

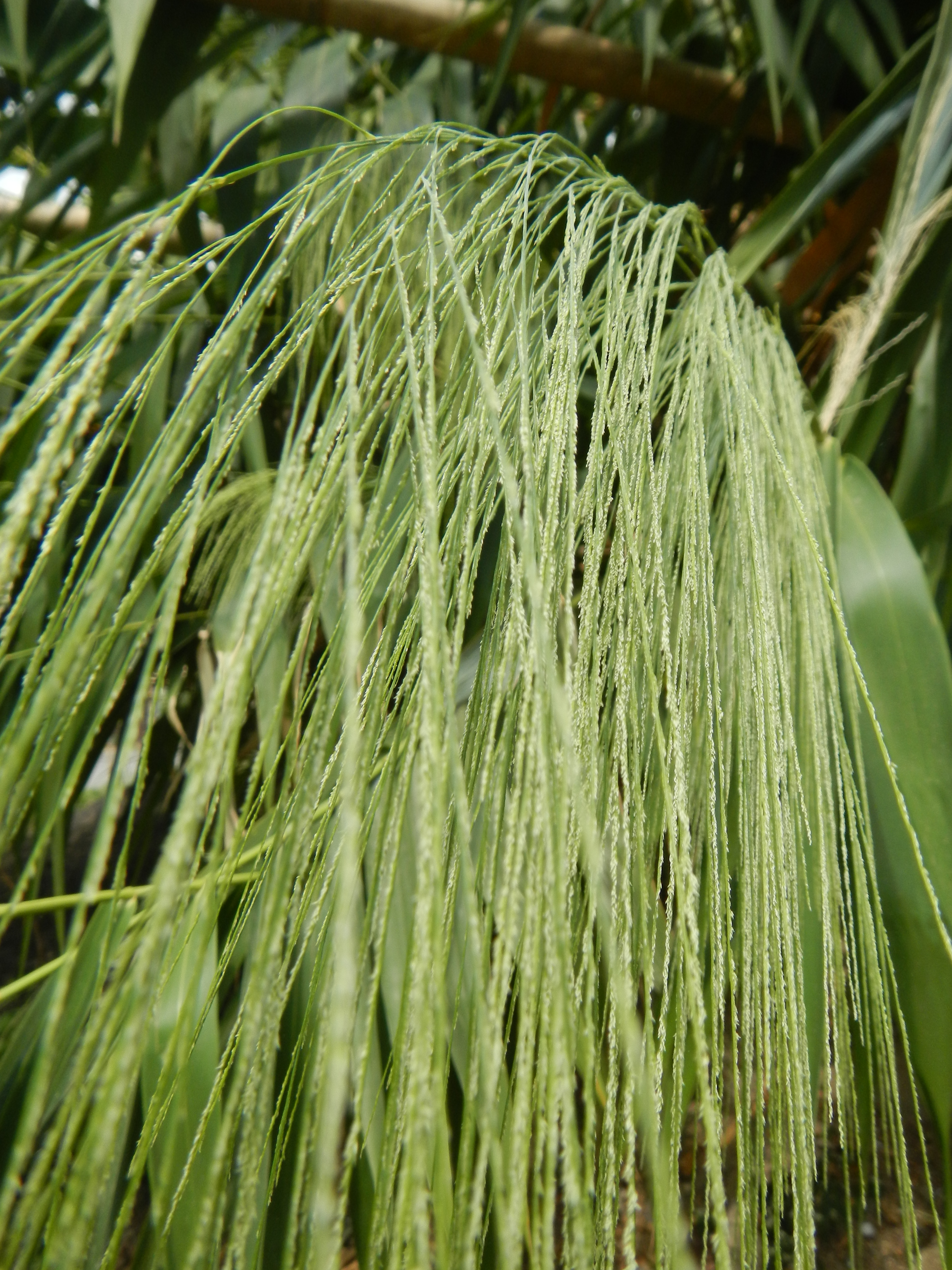
Inflorescence (à port retombant).

Thysanolaena latifolia est une plante herbacée vivace aux tiges robustes, aux entrenœuds pleins,  qui ressemblent à celles des bambous, mais non ramifiées, dressées, souvent arquées, pouvant atteindre de 2 à 4 m de haut.
La gaine foliaire est velue le long du bord externe. La ligule est constituée d'une membrane scarieuse de 1,2 mm de haut.
Le limbe foliaire, de forme lancéolée-acuminée, à la base large et arrondie ou subcordée, mesure de 30 à 65 cm de long sur 3 à 7,5 cm de large.
L'inflorescence est une panicule terminale, de grande taille, jusqu'à 1,4 m de long, retombante, très ramifiée.
Les épillets, solitaires ou disposés par paires, sont constitués de deux fleurons, un fleuron basal stérile et un fleuron fertile, le rachillet présentant une extension nue au dessus du fleuron fertile.
Ils sont lancéolés, comprimés latéralement et mesurent de 1,5 à 2 mm de long. A maturité, Lors de la désarticulation, les épillets se détachent en entier, avec le pédicelle.
sans arêtes, sont souvent portés par paires par un pédicelle commun.
Les glumes, de longueur sensiblement égales, membraneuses et non carénées, sont plus courtes que l'épillet, mesurant 0,65 mm de long pour la glume inférieure et 0,70 mm pour la glume supérieure.
Les fleurons fertiles comptent 2 lodicules,  2 anthères de 0,6 à 1 mm de long, 2 stigmates et un ovaire glabre. La lemme, membraneuse, de 1,4 mm de long, a les bords ciliés.
Le fruit est un caryopse subglobuleux à ovoïde, de 0,6 mm de long, à péricarpe adhérent, de couleur brun rougeâtre.

Jeunes plantes avant floraison.
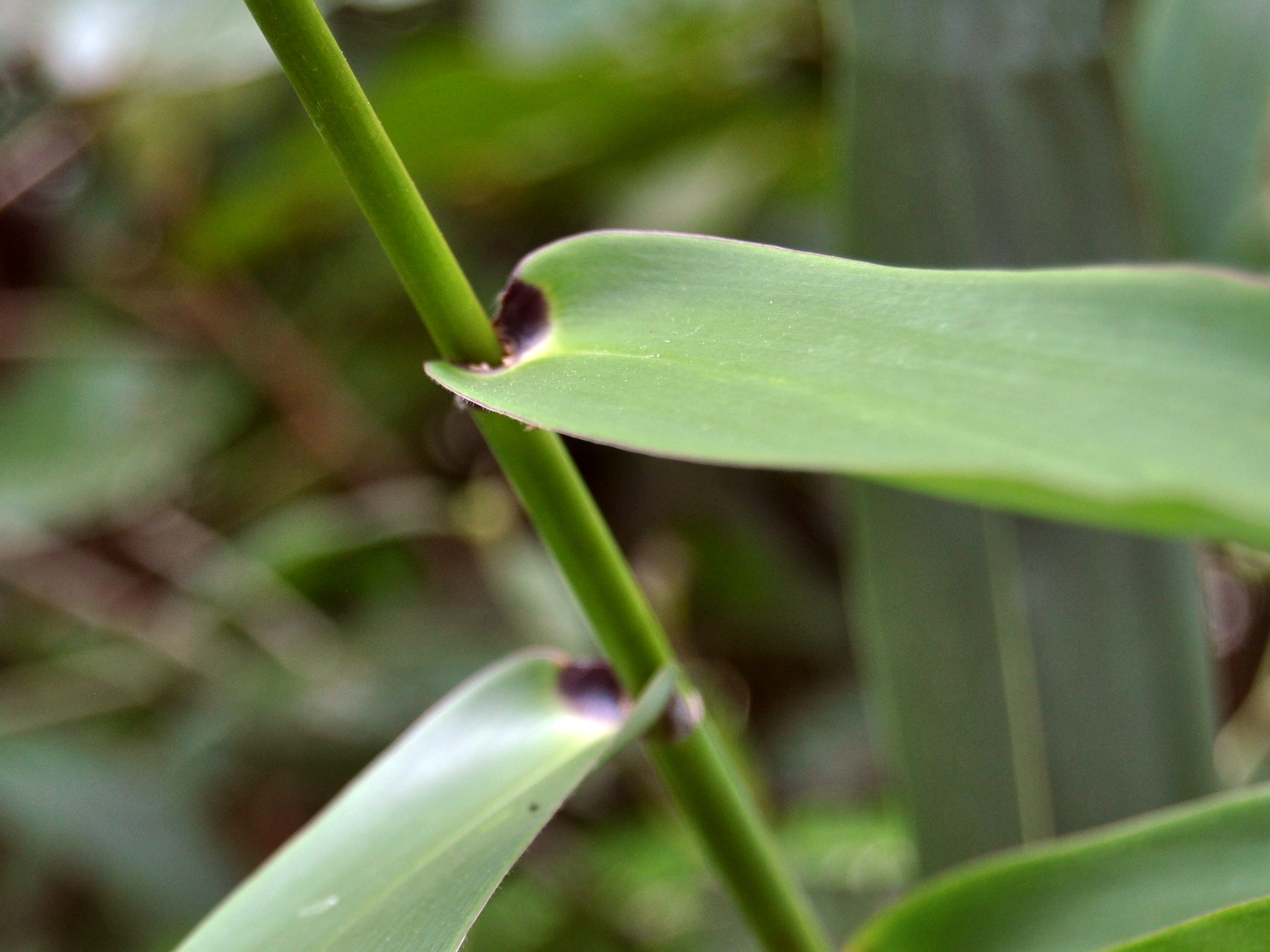
Base des limbes foliaires à la jonction avec la gaine.
Limbes foliaires et panicules émergentes.
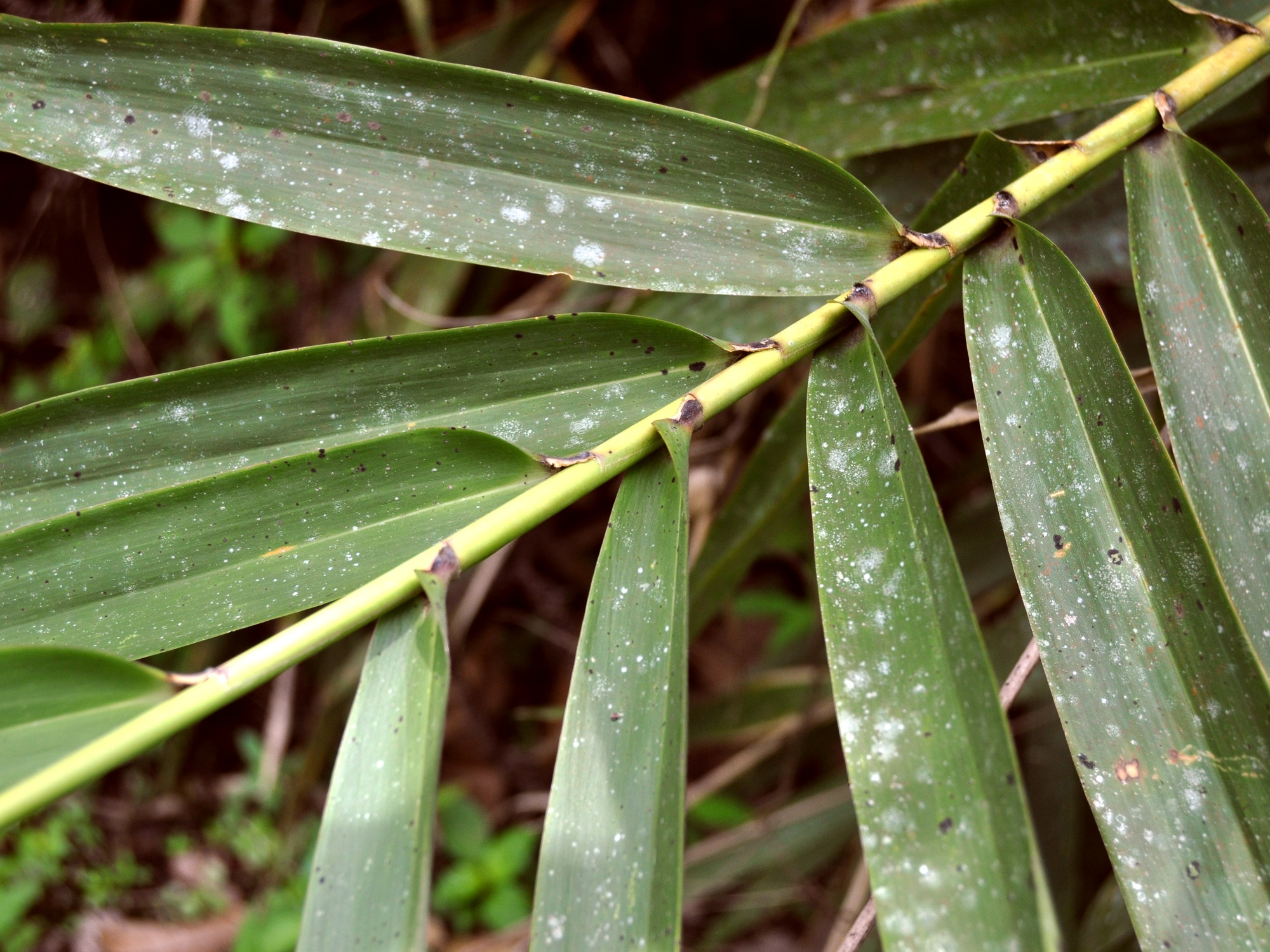
Insertion des feuilles sur la tiges (feuilles alternes distiques).
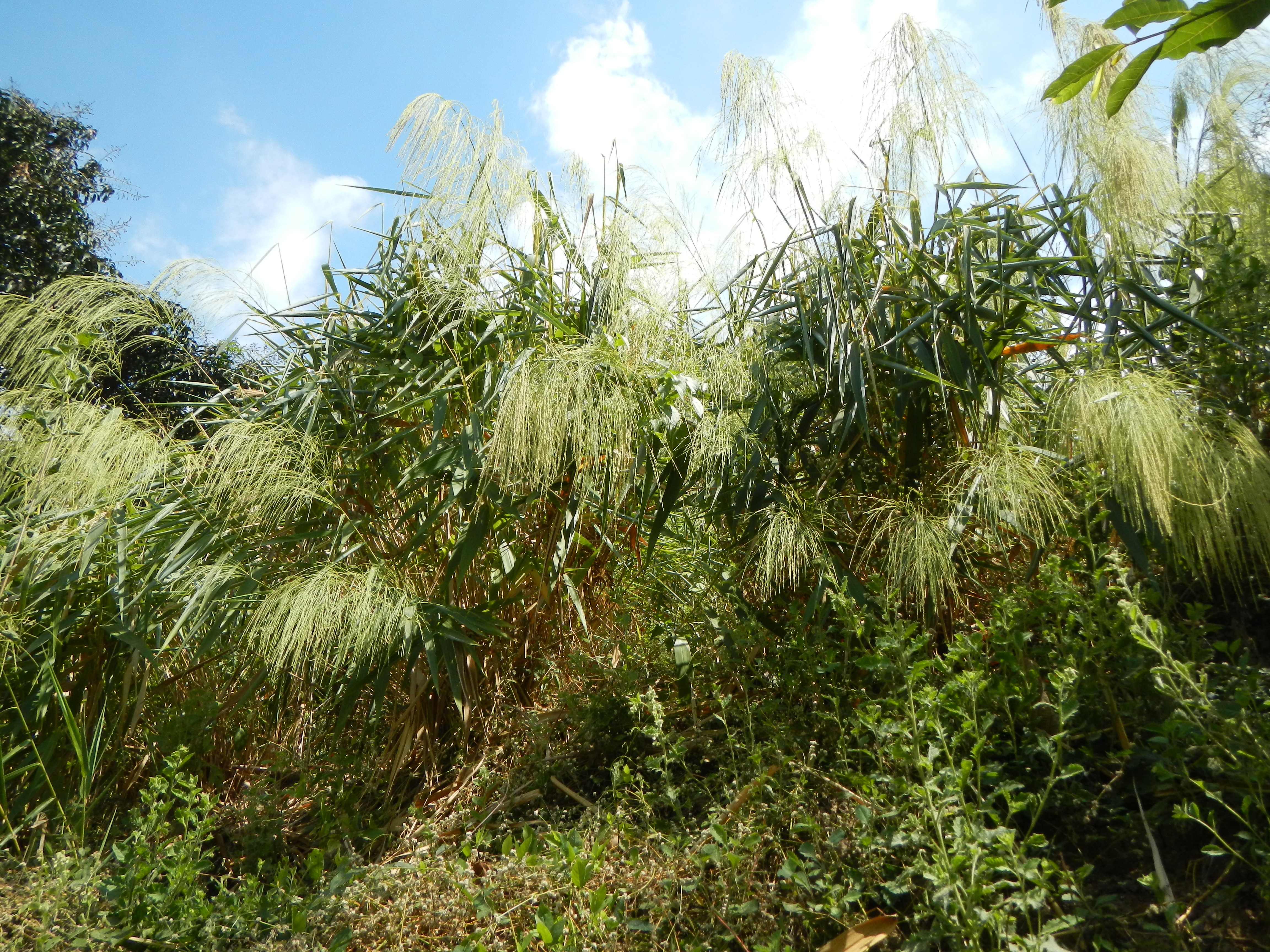
Plantes fleuries avec panicules retombantes.

## Distribution et habitat
L'aire de répartition originelle de Thysanolaena latifolia comprend la Chine (Guangdong, Guangxi, Guizhou, Hainan, Yunnan), Taïwan, le Bangladesh, le Bhoutan, le Cambodge, l'Inde, l'Indonésie, le Laos, la Malaisie, la Birmanie, le Népal, la Nouvelle-Guinée, les Philippines, le Sri Lanka, la Thaïlande et le Viêt Nam.
L'espèce s'est naturalisée dans diverses régions de climat chaud : Île Maurice, Seychelles, Gambie, Tanzanie, Hawaï, Californie, Antilles et Brésil,,,.
Elle a également été signalée dans le Queensland (Australie), où elle est considérée comme une mauvaise herbe.
La plante se plait dans des habitats variés, ouverts ou légèrement ombragés (pas en plein soleil), dans les collines et vallées à des altitudes variant de 150 à 2000 mètres. On la rencontre dans les ravins, parmi les rochers, dans les fourrés, les marges forestières, les prairies ouvertes et les berges des rivières, solitairement ou en petits groupes, habituellement en association avec des arbres (souvent dans les forêts de bambous),.

## Synonymes
Selon Catalogue of Life (31 décembre 2016) :
- Agrostis maxima Roxb.
- Arundo minutiflora Brongn.
- Melica latifolia Roxb. ex Hornem.
- Myriachaeta arundinacea Zoll. & Moritzi, nom. superfl.
- Myriachaeta glauca Moritzi ex Steud., nom. superfl.
- Neyraudia acarifera (Roxb. ex Hornem.) Conert
- Panicum acariferum Trin., nom. superfl.
- Sporobolus gigas (Steud.) Miq.
- Sporobolus scoparius J.Presl
- Thysanolaena acarifera Arn. & Nees, nom. superfl.
- Thysanolaena agrostis Nees, nom. superfl.
- Thysanolaena assamensis Gand.
- Thysanolaena birmanica Gand.
- Thysanolaena malaccensis Gand.
- Thysanolaena maxima (Roxb.) Kuntze
- Thysanolaena sikkimensis Gand.
- Vilfa gigas Steud.

## Utilisation

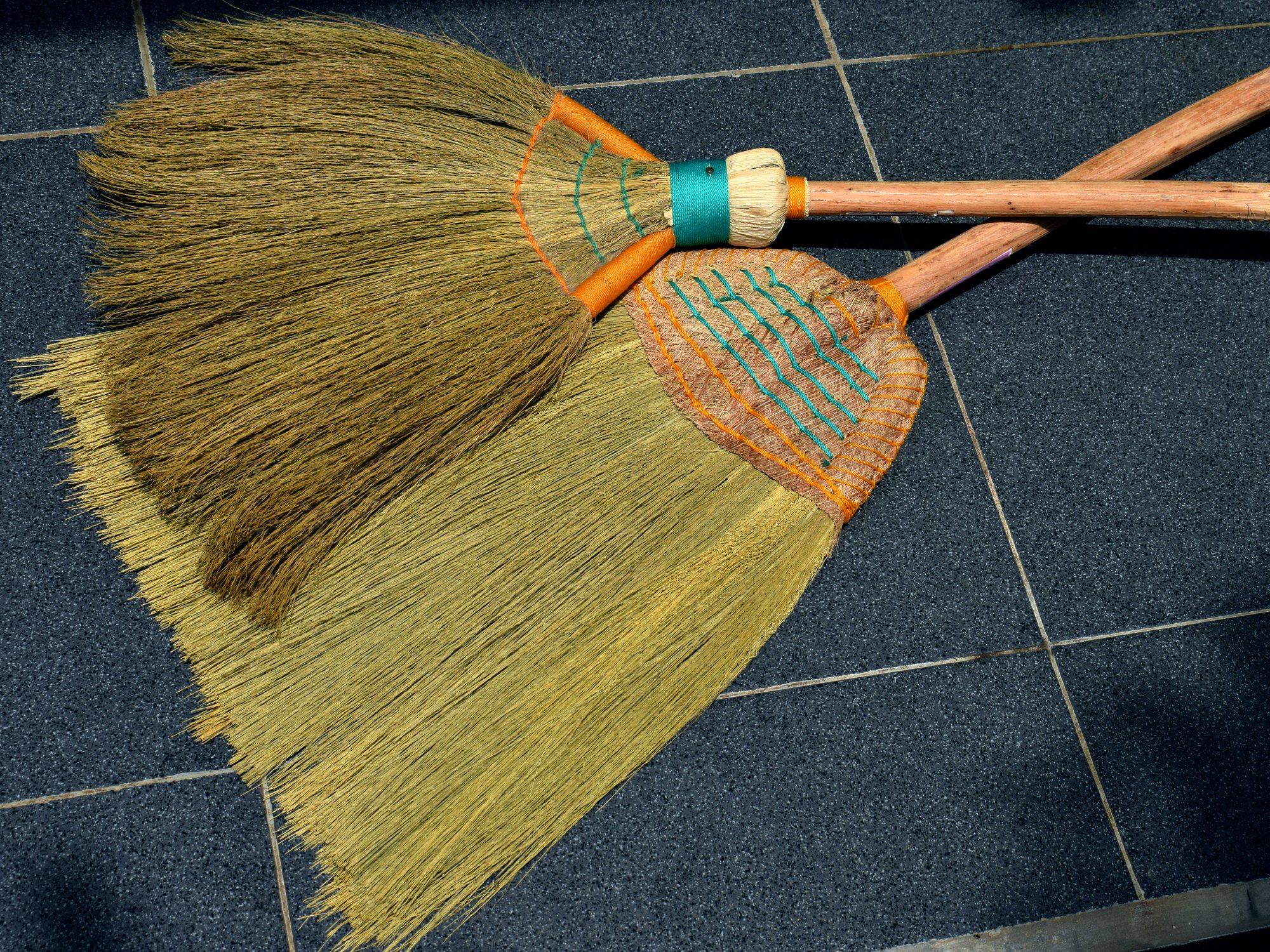
Balais fabriqués à l'aide de panicules de Thysanolaena latifolia (Java, Indonésie).

Thysanolaena latifolia est une plante utilitaire qui fait partie des produits forestiers non ligneux (PFNL) exploités dans l'artisanat traditionnel de divers pays du Sud et du Sud-Est de l'Asie. C'est le cas par exemple en Inde dans l'Andhra Pradesh et l'Assam. Plusieurs parties de la plante ont un intérêt économique, principalement les panicules, mais aussi les feuilles comme fourrage, les tiges comme matière première pour la fabrication de papier ou la construction d'habitations, tandis que la plante entière peut être plantée pour lutter contre l'érosion des sols et stabiliser les pentes.  

### Plante utilitaire
Les inflorescences (panicules), récoltées après la floraison, sont utilisées, notamment aux Philippines, pour fabriquer des balais légers, à usage domestique, très utilisés dans ce pays pour balayer les parquets polis caractéristique des meilleures maisons. Les panicules sont récoltées à semi-maturité et mise à sécher au soleil sur des claies de bambous. Les poignées des balais peuvent se faire à l'aide des tiges florales entrelacées ou liées entre elles, les panicules étant disposées en éventail pour former le balai lui-même. Très efficaces, ces balais sont plus durables, mais aussi plus chers que ceux faits avec des roseaux (Phragmites).

### Alimentation animale
Les jeunes feuilles et l'extrémité des tiges sont utilisées, notamment dans les régions à faibles ressources fourragères, comme fourrage pour l'alimentation des bovins, des buffles et des éléphants,.

### Plante ornementale
La plante est aussi utilisée comme plante ornementale, notamment pour constituer des haies.

### Plante médicinale
Cette espèce est utilisée dans la médecine traditionnelle indienne (Ayurveda) pour soigner diverses affections. La plante entière est hypotensive et antispasmodique. Les feuilles pilées avec celle de Litsea lancifolia donnent une pâte utilisée contre la dysenterie. Les graines réduites en poudre sont données aux femmes pour faciliter l'accouchement, cette farine est un contraceptif et abortif. Les racines en décoction, ou en pâte, sont utilisées contre la fièvre, pour déclencher l'avortement et pour traiter les oreillons, les ulcères, les furoncles et des abcès.
En médecine vétérinaire, les racines servent à lutter contre les vers des bovins.